# لینکس (وشق)
لینکس ∗ یا وشق (با نام علمی انگلیسی: Lynx) سرده‌ای از گربه‌سانیان است که شامل چهار گونهٔ لینکس اوراسیایی، لینکس کانادایی، لینکس ایبری و گربه دم‌کوتاه است. این گربه‌سانان وابسته به زیرتیرۀ گربه‌ایان کوچک هستند.
زیستگاه وشق، جنگل‌های کوهستانی با تراکم بالای بته و درختچه و علف است. وشق‌ها، گربه‌سانانی با رنگ خاکستری و خال‌های سیاه هستند و شباهت زیادی به گربه‌سانان دیگری به‌نام کاراکال دارند که در سردهٔ دیگری قرار دارند.

## نام
در ادبیات کهن به این جانور وَشَق گفته می‌شد که این نام از پارسی میانه vaχşak و پارسی باستانی vaχş گرفته شده و در متن‌های کلاسیک فارسی وشق نامیده می‌شده که به ترکی و عربی هم راه یافته‌است. در منابع جدید فارسی به آن سیاه‌گوش می‌گویند. هوشنگ اعلم در مقاله «سیاه‌گوش» در دانشنامه ایرانیکا معتقد است که شباهت جانورشناختی و داشتن طره موی سیاه‌رنگ بر روی گوش می‌تواند توجیه‌گر نام سیاه‌گوش (وشق - Lynx) باشد که برخی نویسندگان مدرن به اشتباه برای این حیوان در نظر گرفته‌اند. اما هوشنگ ضیایی در کتاب راهنمای صحرایی پستانداران ایران این حیوان را سیاهگوش نامیده‌است. همچنین در اطلس پستانداران ایران که توسط سازمان حفاظت محیط زیست منتشر شده، نام حیوان، سیاهگوش آمده و تقریباً در تمامی کتاب‌های علمی در حوزه بوم‌شناسی و حیات‌وحش به این گربه‌سان سیاهگوش اطلاق شده‌است.معرفی سیاهگوش در وب‌سایت رسمی سازمان حفاظت محیط زیست </ref>
وشق در مقام مقایسه با کاراکال اندازه‌ای بزرگتر و بدنی تنومندتر و پُرتر دارد و برخلاف کاراکال که در مناطق گرمسیری و بیابانی زندگی می‌کند، باشنده مناطق سردسیر کوهستانی و جنگلی است.

## تفاوت وشق و سیاه گوش
هرچند نام سیاه‌گوش، به عنوان یکی از گربه‌سانان بومی ایران به گوش‌ها کاملا آشناست اما عموما نه تنها توسط رسانه‌ها بلکه از سوی فعالان و کارشناسان حیات وحش و حتی مسئولان محیط زیست هم به اشتباه مورد استفاده قرار می‌گیرد. به گونه‌ای که به ویژه طی سالهای گذشته تصویری که با شنیدن نام سیاه‌گوش به ذهنمان خطور می‌کند، گربه‌سانی است با پوستی نقش‌دار شبیه پلنگ و دمی بسیار کوتاه که به زبان انگلیسی لینکس (Lynx) نامیده می‌شود. اما با جستجوی نام سیاه‌گوش در دائره‌المعارف‌ها، با صاحبی دیگر برای این نام آشنا می‌شویم. صاحبی که از لحاظ ظاهری بیشتر برازنده نام سیاه‌گوش است. گربه‌سانی با پوستی بدون نقش و ساده و گوش‌هایی سیاه‌رنگ که به زبان انگلیسی کاراکال (Caracal) نامیده می‌شود. کاراکال از نام ترکی این حیوان یعنی کاراکولاک (کارا: سیاه و کولاک: گوش) گرفته شده است.
بدین ترتیب می‌توان اشتباهی رایج را اصلاح کرد و صاحب اصلی نام سیاه‌گوش را کاراکال دانست نه لینکس. اما نام فارسی لینکس، گربه‌سانی که گهگاه به اشتباه سیاه‌گوش نامیده می‌شود چیست؟ وشق نام فراموش‌شده‌ این گربه‌سان زیباست که امروزه به ندرت مورد استفاده قرار می‌گیرد. وشق در «برهان قاطع» این گونه تعریف شده است: حیوانی است بسیار کوچکتر از پلنگ، در رنگ و شکل مثل آن و دنباله آن کمتر از شبری، و در تنکابن «پلنگ مول» نامند و در خواص مانند پلنگ.

## شکل ظاهری
وشق‌ها دُمی کوتاه دارند و معمولاً بر روی نوک گوششان کاکُلچه‌ای سیاه‌رنگ از مو روئیده است که علت نام‌گذاری آن‌ها هم به‌خاطر همین کاکل است. در زیر گردن وشق‌ها یالی پشمی می‌روید که نواره‌های سیاه‌رنگی دارد و در کل ظاهری شبیه به پاپیون دارد که البته همیشه قابل مشاهده نیست. وشق‌ها همچنین دارای شارب‌های (سبیلک) بلندی هستند.
وشق‌ها پنجه‌های بزرگی دارند که بالشتکی برای راه رفتن بر روی برف زیر پنجه‌ها را پوشانده. صورت ایشان هم پوشیده از موهای بلند است.
رنگ بدنشان از قهوه‌ای روشن تا خاکستری متغیر است و گاه خال‌های قهوه‌ای تیره روی بدنشان دیده می‌شود به‌ویژه بر روی دست‌ها و پاها.

## گونه‌ها
در سردهٔ لینکس یا وشق ها چهار گونه وجود دارد:
- لینکس اوراسیایی (Lynx lynx): بزرگ‌ترین نوع لینکس یا وشق که در اروپا، قفقاز، ترکیه، ایران، آسیای میانه و ترکستان جنوبی و بیش از همه سیبری زندگی می‌کند.
- لینکس کانادایی (Lynx canadensis): بومی کانادا
- لینکس ایبری (Lynx pardinus): نادرترین نوع لینکس یا وشق که به شدت در معرض خطر انقراض قرار دارد و بومی شبه‌جزیره ایبری در جنوب غربی اروپا (اسپانیا و پرتغال) است.
- گربه دم‌کوتاه (Lynx rufus): بومی آمریکای شمالی

## پیشینه وشق در ایران
از آنجا که وشق، پوستی با مویی پرپشت دارد؛ از پوست آن پوستین می‌ساخته‌اند. پوستین درست شده از پوست وشق آنچنان نامدار بوده‌است که گاه از خود واژه وشق به تنهایی برای اشاره به پوستین بهره برده می‌شده‌است؛ برای نمونه بدین بیت شعر مولوی می‌توان اشاره کرد: «تا گریزی از وشق هم از حریر زو پناه آری بسوی زمهریر». معروف بوده که بر تن کردن این پوستین، پیشگیرنده عارضه بواسیر است. در کتاب نامور طب سنتی، تحفهٔ حکیم مؤمن، پوشیدن پوستین وشق، «معین باه (= نیروی جنسی و شهوانی) و مقوی کمر» دانسته شده و همچنین موی سوختهٔ این جانور، بهر زخمهای مزمن، سودمند معرفی گشته‌است.
همچون دیگر جانوران با خز مرغوب، مانند روباه و سمور و…، نیفه وشق هم محبوب بوده‌است. نیفه، پوست و پوستین ساخته شده از پوشش تن جانور در زیر شکم و حوالی ناف است که از دیگر جاها نرمتر و لطیفتر است.

## نگارخانه

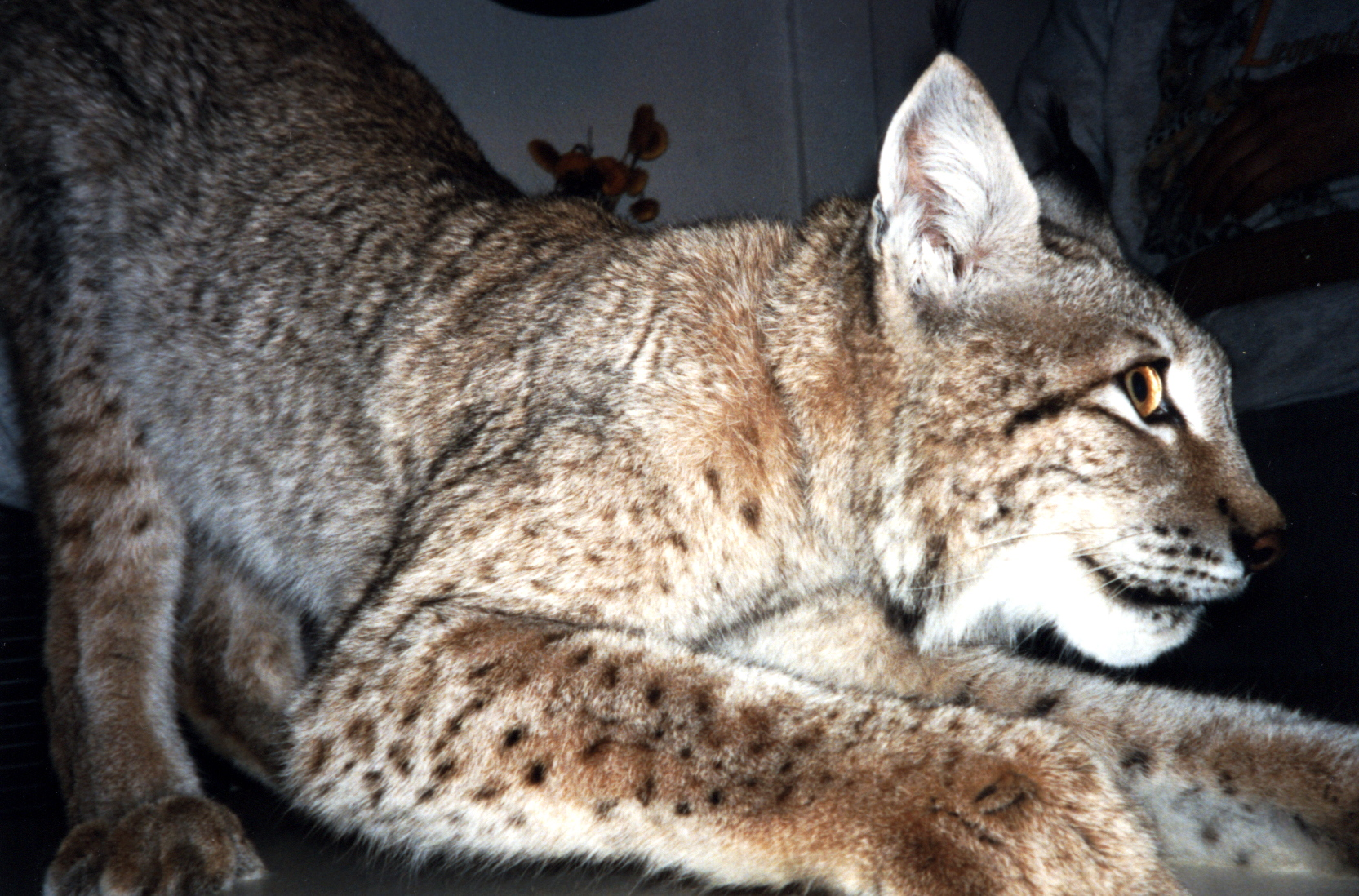
وشق سیبری
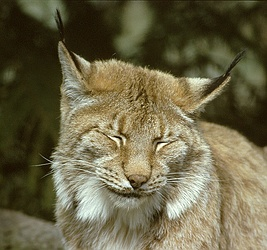
وشق اورآسیا
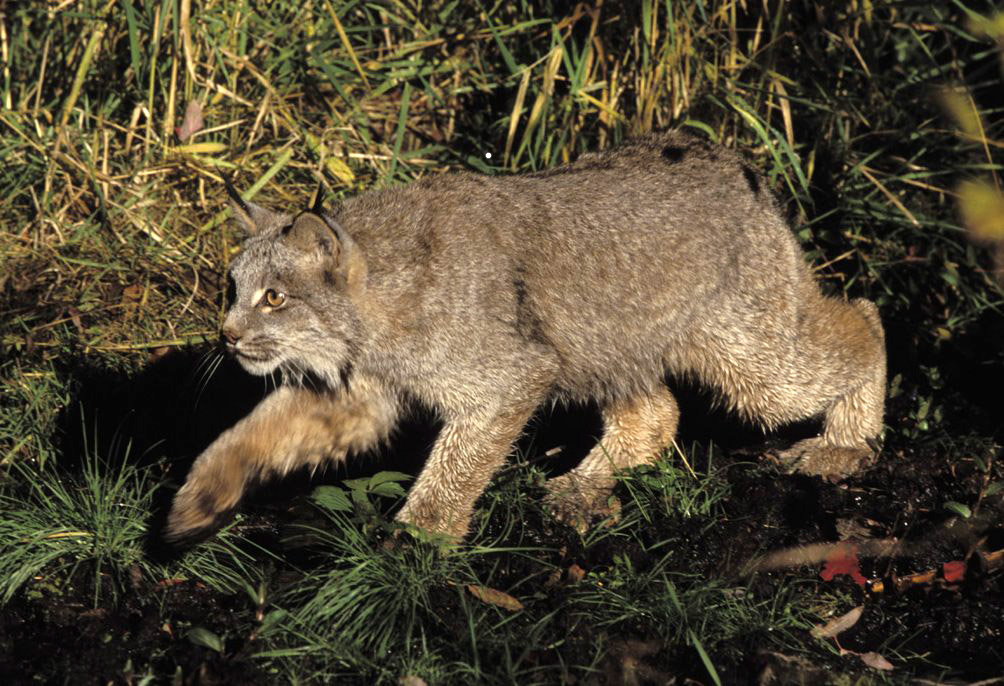
وشق کانادایی
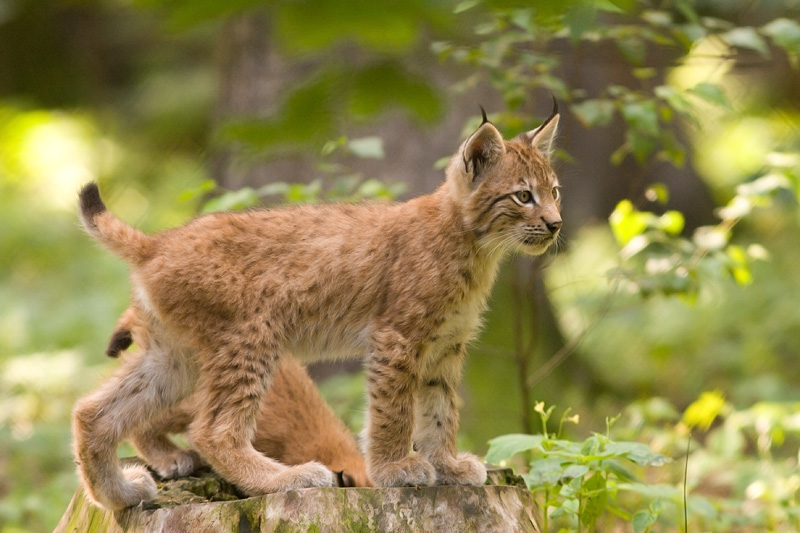
تولهٔ وشق